# Keigoshi Yuji
Yuji Keigoshi (sinh ngày 17 tháng 9 năm 1963) là một cầu thủ bóng đá người Nhật Bản.

## Sự nghiệp câu lạc bộ
Yuji Keigoshi đã từng chơi cho Gamba Osaka, Verdy Kawasaki, Avispa Fukuoka và Kyoto Purple Sanga.